# Maulde
Maulde település Franciaországban, Nord megyében. Lakosainak száma 955 fő (2022. január 1.). Maulde Brunehaut, Thun-Saint-Amand, Lecelles és Mortagne-du-Nord községekkel határos.

## Népesség
A település népességének változása:
| Lakosok száma | 976  | 1003 | 1028 | 1026 | 1025 | 1033 | 1007 | 981  | 955  |
|               | 2013 | 2015 | 2016 | 2017 | 2018 | 2019 | 2020 | 2021 | 2022 |